# Michael Ronca
Michael Ronca (* 12. Dezember 1971) ist ein ehemaliger deutscher Fußballspieler.

## Karriere
Mit der A-Jugend von Bayer 04 Leverkusen zog Ronca unter Trainer Jürgen Gelsdorf in das Finale der deutschen A-Jugend Meisterschaft 1987/88 ein. Im Endspiel gegen den VfB Stuttgart musste sich die Bayer Truppe nach einer 1:0-Führung durch Marcus Feinbier noch 1:4 geschlagen geben. In dem Spiel sah Ronca die rote Karte.
Er schaffte in der Saison 1991/92 den Sprung ins Profiteam von Fortuna Düsseldorf. Die Fortuna spielte in der Bundesliga, die in dieser Spielzeit durch die Wiedervereinigung einmalig 20 Mannschaften umfasste. Im Team der Fortuna standen neben Ronca Spieler wie Torhüter Jörg Schmadtke, Michael Büskens, Christian Schreier und Thomas Allofs. Nach einem enttäuschenden Saisonverlauf und drei Trainerwechseln von Josef Hickersberger über Rolf Schafstall und Hans-Jürgen Gede zu Horst Köppel kam Ronca zu zwei Kurzeinsätzen am 35. und am 37. Spieltag. Beide Spiele gingen verloren und Fortuna stieg als Tabellenletzter ab. In der folgenden Spielzeit in der 2. Bundesliga kam Ronca zu fünf Einsätzen; die Fortuna belegte wieder einen Abstiegsplatz in der Abschlusstabelle. Er wechselte innerhalb der Oberliga Nordrhein zu Rot-Weiß Oberhausen. Oberhausen war gerade aufgestiegen und belegte zu Saisonende den 10. Tabellenplatz. Roncas alter Arbeitgeber Fortuna wurde Meister und kehrte in den Profifußball zurück. Nach zwei Jahren in Oberhausen und 30 Einsätzen wechselte Ronca zum FC Remscheid und später zum FC Wegberg-Beeck, wo er bis 2003 spielte. Seine Karriere ließ er als Spielertrainer beim Bezirksligisten 1. FC Monheim ausklingen.